# Décharge partielle
Dans le domaine de l'électricité, une décharge partielle (DP) est une « décharge électrique localisée qui court-circuite partiellement l'intervalle isolant séparant des conducteurs » sous l'effet d'une forte tension (HTB ou HTA). Leur présence conduit à une dégradation accélérée de l'isolation qu'elle soit liquide, par oxydation, ou solide, par érosion.
Les décharges ayant des valeurs de charges très faibles, des dispositifs de mesure complexes et exempts de parasite doivent être mis en œuvre. Des méthodes de traitement du signal sont en général utilisées dans ces appareils de mesure.

## Mécanisme

### Causes
Sous l'effet de la tension alternative aux bornes d'un composant électrique naît un champ électrique alternatif au sein de l'isolant. La répartition instantanée du champ n'est pas homogène, l'ensemble des isolants constituant en général un milieu hétérogène, qui n'est, de plus, pas toujours isotrope.
Les décharges partielles dans un diélectrique ont le plus souvent lieu dans une bulle gazeuse : la permittivité du gaz étant très inférieure à celle du matériau environnant, un champ électrique beaucoup plus important que celui existant sur une distance équivalente au sein de l'isolant apparaît. Si cette tension dépasse la limite de rigidité diélectrique pour le gaz contenu par la bulle, une décharge partielle a lieu.
À l'inverse, la présence d'une particule conductrice dans l'isolant peut également mener à une décharge.
D'autres causes de décharges partielles sont la présence d'une pointe sur un conducteur, ou d'un angle si celui-ci est très fin. Le champ devient alors localement très élevé, ce qui conduit dans les gaz à des décharges de type corona,.
Un champ électrique tangentiel élevé peut aussi être la cause de décharges partielles en surface. Ce phénomène se rencontre souvent sur la surface des isolateurs.
Les décharges partielles peuvent avoir lieu dans tous types d'isolant, qu'ils soient gazeux, liquide ou solide. Dans les solides les phénomènes liés à la forme du conducteur et à la présence d'une particule conductrice sont prépondérants. Dans les liquides, la présence de bulles de gaz ou de gaz sous forme de couche à une frontière solide/liquide, la présence d'humidité, particulièrement dans l'huile pour transformateur qui associée aux déchets de cellulose produit par le papier d'isolation des appareils électriques forment des « ponts » électriques dans le liquide, la forme des conducteurs et de l'isolation solide adjacente sont autant de cause de décharges partielles.
Dans les solides, les causes sont relativement similaires : bulles de gaz, humidité, fissures, arborescence d'eau, forme de la zone d'interface avec le conducteur.

### Effets

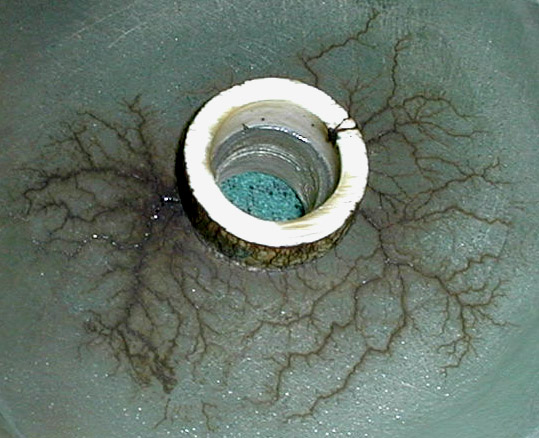
Décharges partielles en surface, ayant pris la forme d'une arborescence d'eau

Les décharges partielles dans le gaz se manifestent par la lumière qu'elles émettent et leurs grésillements. Elles ne posent en général pas de problème particulier. En allemand, on décrit les décharges ayant lieu à l'extérieur de l'isolation comme des décharges partielles « externes », à opposer aux décharges à l'intérieur de celle-ci qui sont « internes ».
Dans les gaz les décharges partielles sont souvent externes, dans les liquides et solides internes, les DP en surface sont équivalentes à des décharges internes parce qu'elles interagissent avec l'isolation. Le danger peut provenir du fait que si la tension est augmentée, la décharge peut franchir l'espace la séparant de la terre et donc se transformer en claquage.
De manière générale, les décharges partielles se manifestent des façons suivantes  :
- Impulsion de courant
- Perte diélectrique
- Radiation (lumière)
- Bruit
- Augmentation de la pression du gaz
- Réaction chimique

Les matériaux solides, à la différence des matériaux liquides, ne se régénèrent en général pas après une décharge, elles vont donc progressivement détériorer l'isolant par érosion, d'abord à la surface de la cavité, puis plus en profondeur, pouvant conduire finalement à un claquage aux bornes du diélectrique et à la destruction de l'installation.
Dans les liquides c'est le phénomène d'oxydation qui est prépondérant. Dans le liquide isolant le plus courant : l'huile pour transformateur, les décharges partielles conduisent à la formation de dihydrogène.
La présence de décharges partielles réduit ainsi drastiquement la durée de vie d'un appareil électrique.

## Prévention
Ce phénomène peut être limité lors de la fabrication de l'équipement par sa conception, par la qualité des matériaux utilisés, et par la qualité de la fabrication. Elle doit veiller à l'absence de bulle, d'humidité que ce soit dans les liquides ou les solides, la bonne tenue des fibres de celluloses de l'isolation solide. Pour cela, des procédés sous vide sont utilisés. L'imprégnation de l'isolation papier avec de l'huile doit être très soignée : bien séchée, élimination des cavités entre les feuilles de papier. Par ailleurs, les pans de cellulose doivent être recouverts d'une couche protectrice par silanisation.
À cause de ce lien entre soin apporté à la fabrication de l'appareil électrique et décharges partielles, la mesure des décharges partielles est un des tests non destructifs les plus répandus pour évaluer la qualité des appareils électriques.

## Modèle électrique

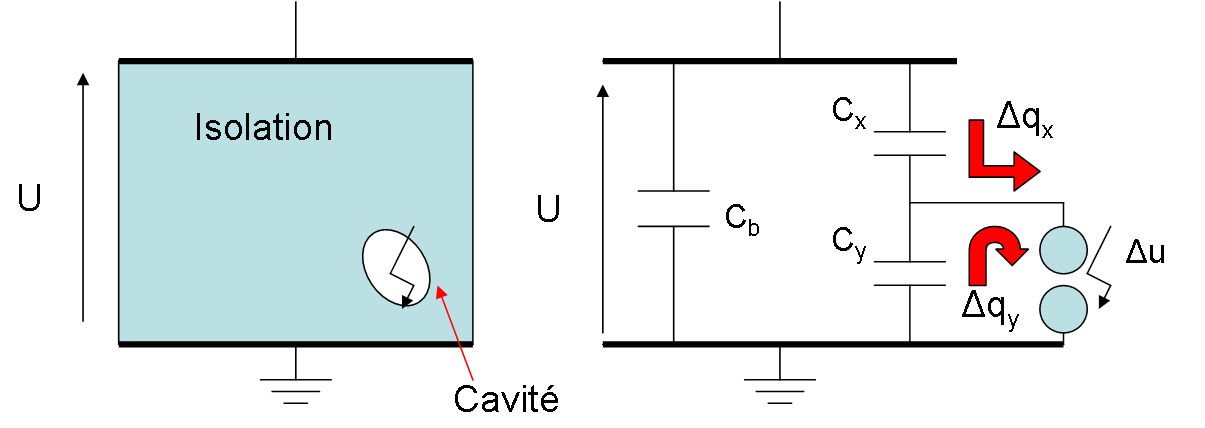
Représentation d'une décharge partielle interne et modèle électrique équivalent. La décharge court-circuite une capacité,.

On peut modéliser une cavité à l'aide d'une capacité et la DP qui en résulte par la décharge de cette capacité. Elle se trouve en série et en parallèle avec d'autres capacités modélisant l'isolation saine (voir schéma).
Au niveau des ordres de grandeur Cb a une valeur beaucoup plus élevée que Cy qui est lui-même beaucoup plus grand que Cx. Dans le cas d'une décharge partielle externe le schéma équivalent est le même mais sans capacité Cb. Quand la tension aux bornes de la capacité Cy devient suffisamment grande, une décharge a lieu et la tension tombe à zéro sur cette portion.
Une des difficultés de la mesure des DP provient du fait qu'on ne mesure pas la décharge réelle qui se produit dans la cavité, on ne peut mesurer que la décharge apparente qui vaut :
{\displaystyle q_{apparente}={\frac {C_{y}}{C_{y}+C_{x}}}\cdot q_{reelle}}
La valeur réelle ne peut être retrouvée car on ne connaît pas le lieu de la DP. Au-delà de ce problème de mesurabilité, la charge apparente a les avantages d'être proportionnelle à : l'énergie de la DP, à la taille de la cavité et au potentiel d'endommagement pour l'appareil électrique.

## Mesure

### Unité
Une décharge partielle peut être détectée par de très faibles variations dans le courant traversant l'équipement sous tension. De faible intensité et de durée réduite, environ 1,5 ns, ces courants sont difficiles à mesurer. On exprime en général la valeur des décharges partielles en picocoulomb en donnant la valeur de la charge apparente. Les seuils de tolérance vont de quelques picocoulombs pour les traversées isolées à 500 pC pour les transformateurs de puissance qui sont constitués de tout un assemblage d'isolants.

### Mesure électrique classique

#### Nécessité du calibrage
La capacité de l'isolant Cb a une influence sur la mesure. Elle interagit avec la capacité de couplage (cf paragraphe suivant) et forme un pont capacitif, la charge mesurée est donc différente de la charge apparente. Pour connaître le rapport entre la charge mesurée et la charge apparente, appelé « coefficient de conversion » il est nécessaire d'étalonner l'appareil de mesure pour chaque nouvel objet testé.
Concrètement l'étalonnage du système de mesure avec l'objet en en essai dans le circuit complet est effectué en injectant une impulsion de courte durée de charge connue qo, aux bornes de l'objet en essai.
En fait, on branche une petite capacité C0 au circuit, connectée en série à un générateur de tension impulsionnel, le tout en parallèle avec l'objet à tester. La charge q0 est alors générée selon la formule suivante :
{\displaystyle q_{0}=U_{0}\cdot C_{0}}

#### Circuit de mesure

##### Composants

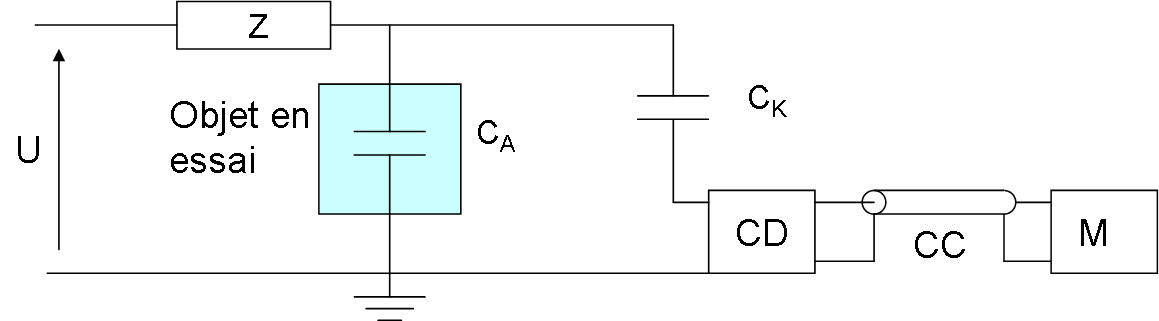
Montage avec objet à tester à la terre

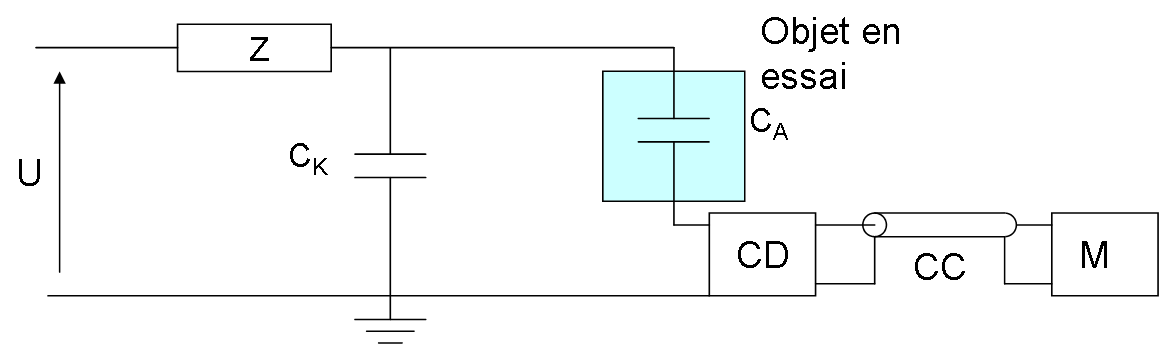
Montage avec capacité de couplage à la terre

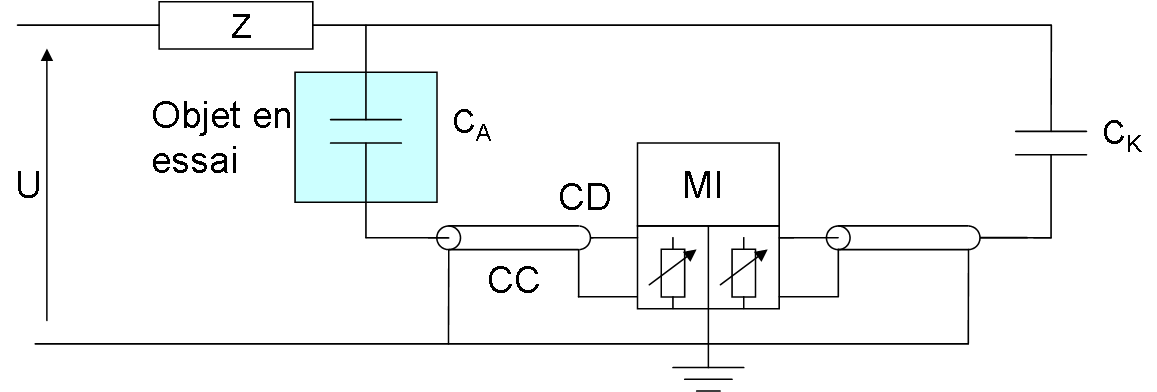
Circuit en pont équilibré

La mesure de décharges partielles est difficile car très sensible aux perturbations : qu'elles viennent de l'extérieur sous forme d'interférences ou des DP dans le circuit de mesure,.
La norme CEI 60270 présente les circuits de mesures classiques. Ils sont constitués de :
- L'objet à tester (CA sur le circuit ci-contre).
- Un condensateur de couplage présentant un faible niveau de PD (Ck).
- Un coupleur (Coupling device, CD), d'impédance notée Zmi[29].
- Un appareil de mesure (M).
- Une source de tension ayant un bruit de fond suffisamment bas (U).
- Des connexions haute tension ayant un bruit de fond suffisamment bas (CC).
- Un filtre placé côté haute tension pour réduire le bruit de fond provenant de l'alimentation (Z).
- Un oscilloscope pour afficher les décharges partielles (non représenté)[30].
- Un dispositif d'enregistrement (non représenté)[30].

Le filtre séparant l'alimentation du circuit de mesure, la capacité de couplage permet de maintenir la tension stable côté mesure. Dans le cas idéal elle maintient la tension constante lors des décharges partielles, pour cela elle devrait être supérieure à Cb. Toutefois ce n'est pas toujours possible, une approximation est alors à faire.

##### Coupleurs et appareils de mesure
La difficulté de la mesure des décharges partielles vient à la fois de leur courte durée et de la faible amplitude du courant créé. Il faut en effet intégrer le courant pour retrouver la charge. Un dispositif de mesure de type shunt est théoriquement possible, mais sa faible sensibilité le rendrait très limité. Un amplificateur est donc utilisé pour augmenter la valeur du signal.
L'insertion d'une simple capacité pour intégrer le courant mène à une forte déformation et à un retard du signal. Par ailleurs, à cause de la courte durée des DP et de leur caractère aléatoire, la résolution des appareils de mesure doit être très élevée. Si elle est trop faible on peut avoir des erreurs de superposition, deux DP apparaissent dans un court intervalle de temps et l'appareil n'est pas capable de les différencier, il livre alors un résultat erroné.
Le temps de résolution des impulsions, Tr, d'un appareil de mesure est le temps nécessaire entre deux impulsions pour qu'il arrive à les traiter de manière correcte, c'est-à-dire que la valeur délivrée ne diffère pas de plus de 10 % de celle enregistrée si la DP avait été unique.
Il est donc nécessaire d'utiliser un circuit plus complexe. Ce circuit, constitué du diapositif de couplage et de l'appareil de mesure, est caractérisé par sa  fonction de transfert Z(f). Elle est le rapport entre la tension mesurée par l'appareil de mesure et le courant entrant dans le dispositif de couplage.
On classe les circuits de mesure des DP en deux familles, ceux à bandes étroites et ceux des larges bandes. Pour les larges bandes la bande passante est comprise entre 100 kHz et 400 kHz, les bandes étroites entre 9 kHz et 30 kHz.
Dans les deux cas une impédance d'entrée du dispositif de couplage aux alentours de 100 {\displaystyle \Omega } permet de réaliser un compromis entre retard et bande passante.
Les circuits à large bande se comportant en général comme des circuits RLC parallèles. C'est-à-dire tout d'abord en passe bande, ils éliminent donc à la fois les hautes et les basses fréquences. Ensuite, la capacité intègre le courant et permet de mesurer directement la charge. La valeur de la charge est mesurée à l'instant 0, une atténuation rapide permet ensuite la mesure d'une autre DP dans la foulée. Le temps de résolution des impulsions est typiquement de 5 à 20 {\displaystyle \mu s}.
Le facteur de qualité est souvent proche de 1. Si celui-ci augmente le temps de résolution de impulsions augmente, mais l'efficacité du filtre aussi. Il faut donc trouver un compromis.
Pour les circuits à bandes étroites, le temps de résolution des impulsions est plus élevé, supérieur à 80 {\displaystyle \mu s} à cause de la faible bande passante. Le dispositif de couplage est en général un filtre passe-haut qui transforme l'impulsion de courant en impulsion de tension. La tension de sortie de l'amplificateur est à la fois proportionnelle à la charge et à la bande passante. À cause de leur bande passante étroite la réponse de ces circuits est très oscillante.

##### Élimination des perturbations
Pour éviter les perturbations dans les mesures plusieurs solutions techniques peuvent être mises en œuvre. Tout d'abord il convient d'enfermer le montage dans une cage de Faraday.
Pour les mesures sur le terrain où la construction d'une cage de Faraday est impossible il faut utiliser un appareil de mesure à bande étroite qui ne mesure que les plages de fréquence utiles. Cela a le défaut de faire perdre les informations concernant la polarisation des décharges partielles. Un filtre passe-bas doit par ailleurs être utilisé entre l'alimentation et le système de mesure pour bloquer les perturbations dues à l'alimentation et notamment à la fréquence du réseau. Si une perturbation apparaît de manière périodique, on peut l'occulter à l'aide d'une fenêtre temporelle, toutefois cette méthode n'est en général pas acceptable car elle pourrait également occulter des décharges partielles et donc fausser la mesure.

##### Montages
Il existe 4 circuits de base pour mesurer les décharges partielles. Le premier consiste à placer l'objet entre la source de haute tension et la terre pendant que le dispositif de couplage est en série avec l'appareil de mesure. Cela permet la mesure d'appareils électriques possédant une borne à la terre. Ce montage a également pour intérêt de bloquer les impulsions de courant de DP venant de l'objet en essai et qui sinon seraient dérivées à travers l'impédance de la source.
Le second circuit consiste à placer le dispositif de couplage relié à la terre. Si le circuit d'essai comporte des capacités de faibles valeur, la sensibilité sera meilleure qu'avec le premier montage.
Le troisième montage est un circuit en pont équilibré, le dispositif de mesure est placé entre deux dispositifs de couplage de même ordre de grandeur. Il a l'avantage de rejeter partiellement les perturbations extérieures. Il amplifie les courants de DP.
Le quatrième et dernier montage est un mélange des deux premiers, qui utilisent deux dispositifs de couplage sans qu'il s'agisse d'un pont. Un système de détection des signaux peut être utilisé pour discriminer les impulsions de DP provenant de l'objet en essai des perturbations provenant d'autres parties du circuit d'essai.

### Mesures non électriques

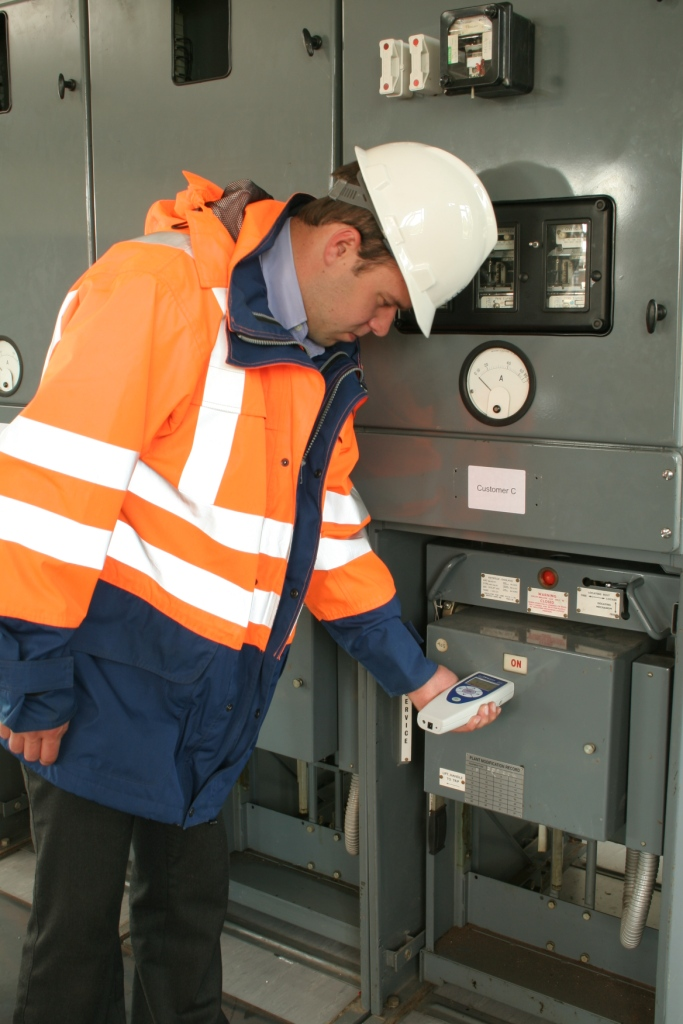
Mesure des décharges partielles en utilisant une méthode acoustique

Des méthodes non électriques peuvent être utilisées pour la détection de décharges partielles : acoustiques, chimiques et optiques. Les méthodes acoustiques consistent, dans une salle silencieuse, à placer plusieurs microphones proches de l'appareil électrique pour localiser les DP par triangulation. Ces méthodes ont été parmi les premières à être utilisées pour la détection de DP. Toutefois la distinction entre DP et bruit de fond est souvent difficile. Les techniques utilisant les ultrasons sont similaires, seule la plage de fréquence diffère, la précision s'en trouve améliorée et la localisation devient possible,. Les méthodes optiques utilisent le fait que les DP émettent de la lumière, il suffit donc d'utiliser une caméra sensible au rayonnement ultraviolet ou de se placer soi-même dans une salle obscure pour localiser les DP. Elles se limitent toutefois à l’étude des DP externes si les matériaux utilisés pour l'isolation ne sont pas transparents, ce qui est en général le cas. Les méthodes chimiques consistent à rechercher dans l'huile la présence de certains produits de décomposition caractéristiques des DP, voir analyse des gaz dissous,.

### Mesures sur site
La mesure sur site est assez différente de la mesure en laboratoire. En premier lieu, l'absence d'une cage de Faraday a pour conséquence que les interférences électromagnétiques ne sont pas atténuées. En second lieu, l'utilisation d'une alimentation électrique haute tension et d'une capacité de couplage, deux éléments volumineux et lourds, rend la solution classique difficile à mettre en œuvre sur le terrain.
Pour ces raisons des solutions spécifiques doivent être mise en place pour mesurer les DP sur site.

#### Mesure Ultra-Haute-Fréquence (UHF)
À la différence des techniques classiques, la mesure ultra-haute-fréquence utilise des plages de fréquences beaucoup plus hautes : entre 100 MHz et 2 GHz. Les sources de perturbations émettant en général sur des fréquences plus basses et sur des bandes plus étroites, comme la radio, cette méthode permet d'avoir un bon rapport signal/bruit.
Elle trouve tout son intérêt pour le test de postes sous enveloppe métallique dans lesquels l'isolation est réalisée grâce à du SF6. En effet, les décharges partielles dans ce gaz sont extrêmement brèves, la fréquence de mesure doit être très élevée. De plus, les postes à enveloppe métallique sont testés élément par élément en usine, mais leur test final, notamment pour chercher les traces de poussières dans les tuyaux, ne peut être fait que monté et donc sur site. Le bon rapport signal/bruit est donc un autre avantage déterminant,.
Des capteurs capacitifs à large bande passante sont utilisés. Cette méthode de mesure ne nécessite pas de calibration. Car si la méthode donne de très bons résultats pour la localisation des DP, elle ne permet pas de connaître avec précision le rapport entre la charge mesurée et la charge apparente.
Un autre défaut provient de la déformation et de l'atténuation du signal par réflexion.
Pour ce type d'application des capteurs inductifs (aussi appelés "transformateur de courant haute fréquence"), qui mesurent le champ magnétique, ou capacitifs qui mesurent le champ électrique, peuvent être employés,.
Ils peuvent être également internes ou externes.

#### Usage d'enroulements Rogowski

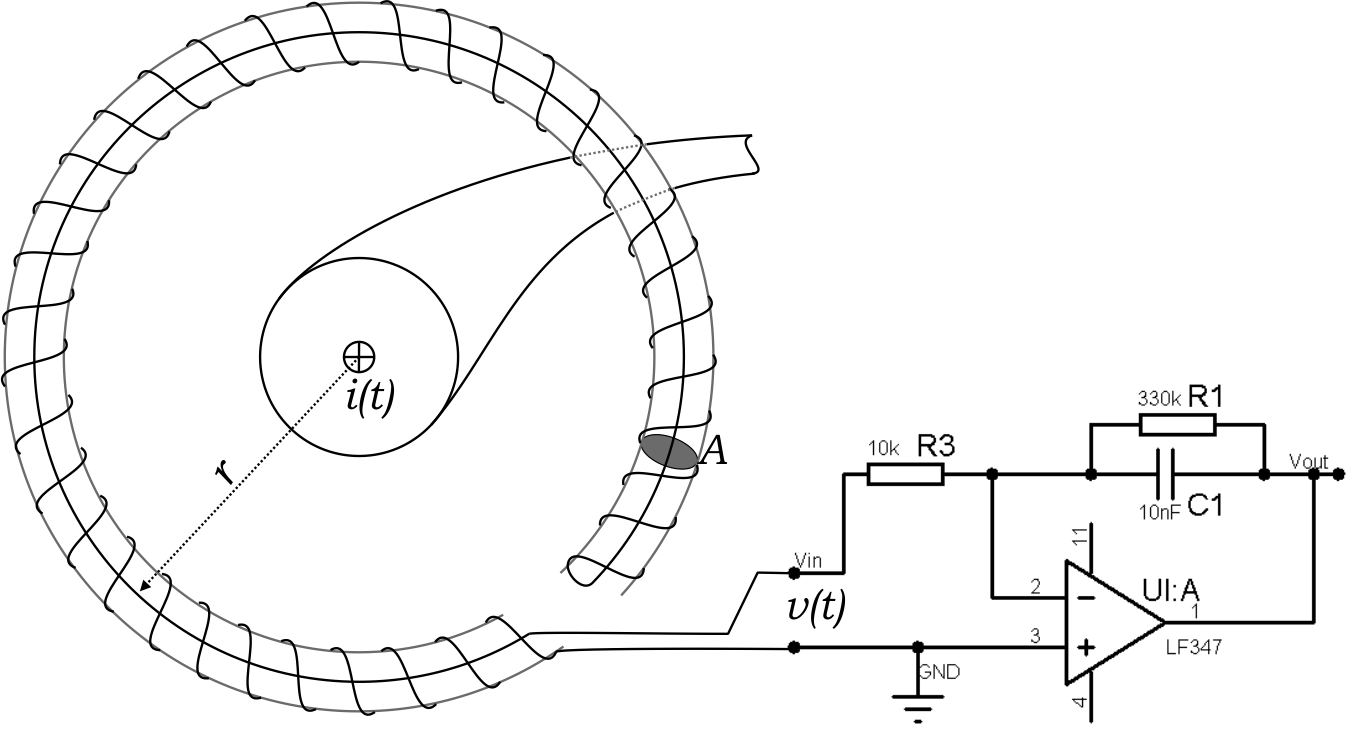
Enroulement Rogowski

Une solution pour ne pas utiliser d'appareil haute tension ou de capacité de couplage consiste à mesurer indirectement les décharges partielles à l'aide de bobines Rogowski. Pour rappel, une bobine Rogowski est un simple enroulement aux bornes duquel se trouve une impédance Z, cette bobine est placée autour du circuit primaire (le conducteur) dont on veut connaître le courant. Ce courant est déduit de la mesure de la tension aux bornes de l'impédance.
Les bobines Rogowski possèdent de nombreux avantages :
- Une large bande de fréquence (permettant de mesurer les DP qui sont très brèves).
- Le circuit testé est séparé du circuit de mesure.
- Immunité quasi totale aux interférences électromagnétiques.
- Bonne linéarité.
- Bon marché.
- Compact.

Son défaut provient du fait que sa sensibilité dépend de la valeur de l'impédance entre ses bornes. Une impédance haute garantit une bonne sensibilité mais fait décroître la bande passante. Il faut donc faire un compromis entre bande passante et sensibilité. Le nombre de tours de la bobine a une influence similaire.

## Analyse des mesures

### Introduction
La mesure des valeurs des décharges partielles est importante pour connaître la qualité de l'isolation. En cas d'apparition de DP, et en particulier si elles dépassent un certain niveau, il est utile de poursuivre l'analyse pour savoir : quels types de DP apparaissent, l'emplacement de celles-ci, leurs gravités, l'impact qu'elles pourraient avoir sur la durée de vie de l'appareil.

### Données à prendre en compte
Pour l'interprétation des décharges partielles plusieurs éléments sont à prendre en compte :
- Déphasage de la DP par rapport à la tension appliquée.
- Polarité de la DP.
- Périodicité de la DP.
- Influence de la valeur de la tension sur la valeur de la DP.
- Rapport tension d'apparition/ tension d'extinction de la DP.

### Interprétation classique

#### Principe
On différencie deux types d'interprétation : la classique et la statistique. La classique consiste à interpréter les données suscitées.
Par exemple les décharges partielles externes sont en phase avec la tension, elles apparaissent quand celle-ci est maximum. À l'inverse les décharges partielles internes subissent un déphasage de 90° (à cause de la présence de Cb dans le schéma équivalent), elles apparaissent quand la tension est voisine de zéro.
Pour les DP externes, si la pointe, ou l'angle aigu se trouve sur le conducteur sous tension, les DP apparaîtront tout d'abord quand la tension est négative, sur la demi-période négative. À l'inverse, si la pointe se trouve côté terre, sur la demi-période positive. Pour les DP internes si la cavité n'est pas en contact avec une électrode (que ce soit la terre ou celle sous tension), le comportement des DP est symétrique par rapport à la polarité. Si elle touche l'électrode sous tension, les DP sont de plus grandes amplitudes quand la tension est positive. À l'inverse si la cavité touche l'électrode à la terre, les DP sont de plus grandes amplitudes pour la polarité négative.
Une autre méthode consiste à faire monter puis descendre la tension afin d'observer la tension d'apparition et d'extinction des DP. Ainsi pour les décharges corona les deux valeurs sont presque identiques alors que pour des décharges en surface la valeur d'apparition est supérieure à celle d'extinction.
La présence de plusieurs types de DP simultanément peut considérablement compliquer l'interprétation des signaux. Par ailleurs la qualité des interprétations par la méthode classiques est très dépendante de l'expérience de la personne les menant, dans des systèmes à l'isolation complexe, comme les transformateurs, l'interprétation est en effet rarement aussi simple que dans la théorie.
Pour ces raisons des techniques de traitement du signal peuvent être employées pour faciliter l'interprétation, on parle alors d'interprétation statistique,.

#### Représentations graphiques
Afin de faciliter l'interprétation plusieurs représentations graphiques sont possibles. La première consiste à représenter sur un même oscillogramme la tension et les décharges partielles.
Une seconde consiste à les représenter sur une ellipse (représentation XY), afin de mieux localiser phase et périodicité pour chaque DP.

### Interprétation statistique
Les techniques d'interprétation statistique reprennent les techniques d'interprétation classique mais de manière automatique et toutes en même temps. L'expérience des employés est donc moins importante. Grâce à des méthodes utilisant les corrélations les emplacements des DP peuvent sous certaines conditions être déterminés.
La méthode la plus répandue est certainement l'analyse phase-amplitude-fréquence (phase resolved partial discharge pattern, PRPD), elle consiste à représenter sur un diagramme tridimensionnel les trois composantes précédentes souvent notées {\displaystyle \phi }-q-n qui représentent le déphasage, la charge et le nombre d'apparitions des DP. Parmi ses défauts, elle rend difficile la distinction entre plusieurs sources d'erreur. Parmi les méthodes récentes, on peut citer la méthode d'« Analyse séquentielle des impulsions » (Pulse sequence analyse, PSA) qui prend en compte, contrairement à la méthode PRPD, le fait que les DP ne sont pas indépendantes entre elles, une DP influence l'apparition de la suivante. Pour cela elle analyse l'écart temporel ({\displaystyle \Delta t}), de phase ({\displaystyle \Delta \phi }), de tension ({\displaystyle \Delta u}) et de charge ({\displaystyle \Delta q}) entre des DP successives plutôt que les valeurs absolues.
Une autre méthode récente consiste à mesurer les DP sur plusieurs canaux, ou plus exactement sur chacune des 3 phases. Les diagrammes associés sont le « 3-Phase-Amplitude-Relation-Diagram » (3PARD) et le « Centrer frequency relation diagram » (3CFRD). Une DP est détectée par les 3 canaux avec un certain retard entre chaque, cette information associée à l'amplitude permet de localiser la DP. L'avantage de cette méthode est qu'elle permet une bonne différenciation entre le bruit et le signal, une DP a lieu proche d'une phase alors qu'une perturbation atteint les 3 phases simultanément. Elle est donc tout particulièrement recommandée pour les mesures sur site. Son défaut est qu'elle nécessite beaucoup de puissance de calcul pour donner des résultats en temps réel,.
D'autres méthodes issues du traitement du signal peuvent être utilisées pour différencier le bruit du signal et ainsi permettre la mesure sur site : on peut citer l'utilisation de filtres coupe-bande et les méthodes utilisant les ondelettes,.
Ces méthodes sont pour la plupart complémentaires. Par ailleurs, elles s'améliorent avec le temps, plus le catalogue d'erreurs déjà analysées est important, plus le degré de certitude est élevé quant à la nature de l'erreur.

## Fabricants d'appareillages de mesure
- Techimp (groupe Altanova), fabricant italien
- B2 Electronic GmbH, fabricant autrichien
- Doble Lemke, groupe germano-suisse, fondé en 1990[69].
- High voltage partial discharge (HVPD), fabricant britannique basé à Manchester et fondé en 1998[70].
- Omicron, firme autrichienne fondée en 1984[71].
- Baur, firme autrichienne fondée en 1945[72].
- Power Diagnostix Systems, offre des instruments pour la mesure et le contrôle de décharge partielle (DP), appareils de mesure du facteur de perte (LF/DF), systèmes de transmission de signaux analogues et numériques par fibre optique, systèmes et armoires d'essai et contrôle de haute tension et bien d'autres outils pour les applications de diagnostic de haute tension, fondé en 1980.
- ndb Technologies, entreprise basée à Québec fondé en 1991.
- Megger, fabriquant des équipements de tests et mesures portables et fondé en 1800.

## Normes internationales
- CEI 60270:2000/BS EN 60270:2001 "High-Voltage Test Techniques - Partial Discharge Measurements"
- IEEE 400-2001 "IEEE Guide for Field Testing and Evaluation of the Insulation of Shielded Power Cable Systems"